# 超級王牌
《超级王牌》（英語：Maverick）是一部1994年的美国西部题材喜剧片，由李察·唐纳执导，William Goldman编剧，该片是20世纪50年代由Roy Huggins制作的同名电视剧集的改编电影。本片群星荟萃，学院奖得主，著名演员/导演梅尔·吉布森饰演男主角：职业赌徒、骗子Bret Maverick，两次学院奖女主角奖和金球奖最佳电影女主角（正剧类）奖得主朱迪·福斯特则扮演片中的女骗子Annabelle Bransford，同时影片还请来了在电视剧集中扮演男主角Bret Maverick的老牌影星詹姆斯·加纳扮演传奇警长Zane Cooper一角，到了影片最后提示出该角色居然还是男主角Bret的父亲，大幅增强了影片的趣味性。此外，另一位学院奖得主，老牌影星詹姆士·柯本也在片中扮演赌局船长Duvall一角。此外还有葛拉罕·葛林、Alfred Molina等明星出镜，让本片成为一部云集大批西部片演员、乡村音乐明星和其他名演员的引人注目的大片。
影片上映后在评论和票房双方面都获得了成功，获第67届学院奖服装设计奖提名，上映票房收入超过1亿8千万美元。

## 剧情
(1994)綽號王牌的麥佛瑞(梅爾吉勃遜 )是個職業賭徒、神槍手兼談情說愛高手，安娜貝(茱蒂福斯特)則是個善用美色的狡猾女騙子；當一場預定於豪華河輪上舉辦的賭王大賽即將到來，來自各方的賭徒無不使出渾身解數，好籌得參賽所需的報名費，以期贏得高額獎金，這對同為賭徒/騙子的男女自然也不例外；然而另一方面，麥佛瑞和安娜貝之間卻又彼此吸引，兩人因而展開一場鬥智也鬥賭技的驚險歷程，再加上沿途遇到的警長(詹姆斯嘉納)、槍手、印第安人等，讓這場賭王之爭越來越讓人喘不過氣來。
　本片是改編自50年代的同名電視影集，還請來了原本在該影集中飾演麥佛瑞的詹姆斯嘉納出飾警長，還有演技派演員詹姆斯柯本飾演賭王大賽主辦人；經常與梅爾吉勃遜合作的李察唐納擔任本片導演。

## 演员
- 梅尔·吉布森饰Bret Maverick[4]
- 朱迪·福斯特饰Annabelle Bransford
- 詹姆斯·加纳饰Zane Cooper警长
- 葛拉罕·葛林饰Joseph
- Alfred Molina饰Angel
- 詹姆士·柯本饰舰长Duvall
- Geoffrey Lewis（英语：Geoffrey Lewis (actor)）饰Matthew Wicker

大批西部片演员、之前曾与导演或几位主要演员合作过的演员在片中友情客串是本片最大的特色和卖点。如曾与梅尔·吉布森共同主演《致命武器》（lethal weapon，又译《轰天炮》）系列电影（已经有4部）的著名黑人影星丹尼·葛洛佛、乡村音乐家Hal Ketchum、演员Corey Feldman客串出演几位银行劫匪；而演员Read Morgan和本片导演李察·唐纳的表兄弟Steve Kahan则客串出演了两位扑克牌局的发牌人；而老牌影星Dub Taylor更以87岁高龄客串出演一位旅馆房间服务生，这也是他最后一次出现在电影银幕上；此外还有Art LaFleur和Leo Gordon客串出演男主角Bret在片中首场牌局的两个赌徒，Paul Brinegar客串出演一位马车驾手，Denver Pyle客串一位老赌徒，Robert Fuller、Doug McClure、Henry Darrow、Dan Hedaya、Dennis Fimple和伯特·雷姆森则分别客串出演了船上的几位赌徒，乡村歌手Carlene Carter、Waylon Jennings、Kathy Mattea、Reba McEntire、Clint Black、Vince Gill和他当时的妻子Janis Gill也客串出演了片中的服务员、赌徒等角色。

## 反响
影片上映后获得了普遍的好评。根据烂蕃茄网站上的38篇评论，74%给予正面评价，平均得分为6分（满分为10分），评论认为本片“虽算不上什么经典，但的确不可否认地很有魅力，而且演员表现也的确很有趣味性”（"It isn't terribly deep, but it's witty and undeniably charming, and the cast is obviously having fun."）。
reelviews.net网站的评论家James Berardinelli给予本片3星半（最高为4星）的高度评价。他在自己的评论文章中写道，本片“的优点是在于把喜剧和动作两种类型片的感觉反复切换，不断给人焕然一新的感受”（"The strength of Maverick is the ease with which it switches from comedy to action, and back again....it's refreshing to find something that satisfies expectations."）。《芝加哥太阳报》专栏作家，著名评论家罗杰·艾伯特则给予本片3星（最高同样为4星）的评价（"The first lighthearted, laugh-oriented family Western in a long time, and one of the nice things about it is, it doesn't feel the need to justify its existence. It acts like it's the most natural thing in the world to be a Western."）

### 票房
影片在北美地区上映的第一个周末就登上周票房冠军的位置，2537家电影院共计收入1720万美元，平均每家电影院6798美元，上映前两个星期便获得了4180万美元的票房，之后总计在北美地区获得1亿零163万1272美元，而在其他国家和地区上映则获得了8140万美元，总计1亿8303万1272美元。在当年北美电影票房排行榜上名列第12位，并在当年世界电影票房排行榜上名列第15位。截止2012年，本片是北美历史上票房收入第5高的西部片。